# FLOS
FLOS S.p.A. (dal latino fiore) è un'azienda italiana fondata a Merano nel 1962 e specializzata negli impianti di illuminazione.

## Storia
L'azienda è nata a Merano come piccolo laboratorio dove si sperimentavano nuovi materiali e nuove ricerche stilistiche e funzionali, quando Dino Gavina e Cesare Cassina collaboravano con Arturo Eisenkeil, importatore di un innovativo rivestimento polimerico prodotto negli Stati Uniti. Già in questi primissimi anni l'azienda si fece conoscere in Italia e successivamente nel resto del mondo in gran parte grazie a importanti designer che l'hanno accompagnata sin dagli esordi fino ai musei internazionali di tutto il mondo, in particolare al MoMa di New York: i fratelli Pier Giacomo e Achille Castiglioni e Tobia Scarpa.
Flos si distinse non solo per le novità stilistiche ma anche per l'introduzione di materiali che fino ad allora non erano stati presi in considerazione nelle attività produttive, come il cocoon che era utilizzato solamente come materiale per l'imballaggio.
Nel 1964, quando la sede fu trasferita a Bovezzo, in provincia di Brescia, Sergio Gandini entrò a far parte della Flos prima come consigliere e poi come amministratore delegato fino a diventarne presidente nel 1999.
Gli anni settanta per Flos furono anni di grande fermento creativo e imprenditoriale; l'azienda ebbe una grande crescita e aprì la sua prima consociata in Germania. Nel 1974 acquisì Arteluce (una storica azienda di apparecchi illuminanti italiana) di conseguenza, diversi modelli disegnati da Gino Sarfatti (fondatore di Arteluce nel 1936) entrarono a far parte della gamma di prodotti Flos. Nel 1979 con la lampada da sospensione Parentesi di Achille Castiglioni e Pio Manzù la Flos vinse il suo primo Premio Compasso d'oro dall'Associazione per il Disegno Industriale (ADI).
Neli anni ottanta Flos sperimentò nuove forme e materiali e iniziò una lunga collaborazione in esclusiva con Philippe Starck, da cui uscirono una serie di successi internazionali (come per esempio: Ara e Miss Sissi).
Numerose collaborazioni anche durature vi furono anche con altri progettisti di fama mondiale; fra i tanti si possono ricordare Antonio Citterio, Jasper Morrison, Marc Newson e Konstantin Grcic.
La Flos negli anni novanta fondò come spin-off Light Contract, una divisione specializzata nella produzione di prodotti professionali e impianti di illuminotecnica per ampi spazi commerciali.
Nel 1994 ottenne il secondo Compasso d'oro grazie a Drop2 di Marc Sadler, seguito da un terzo premio nel 1995 e u quarto nel 2001 grazie al prodotto May Day di Konstantin Grcic.

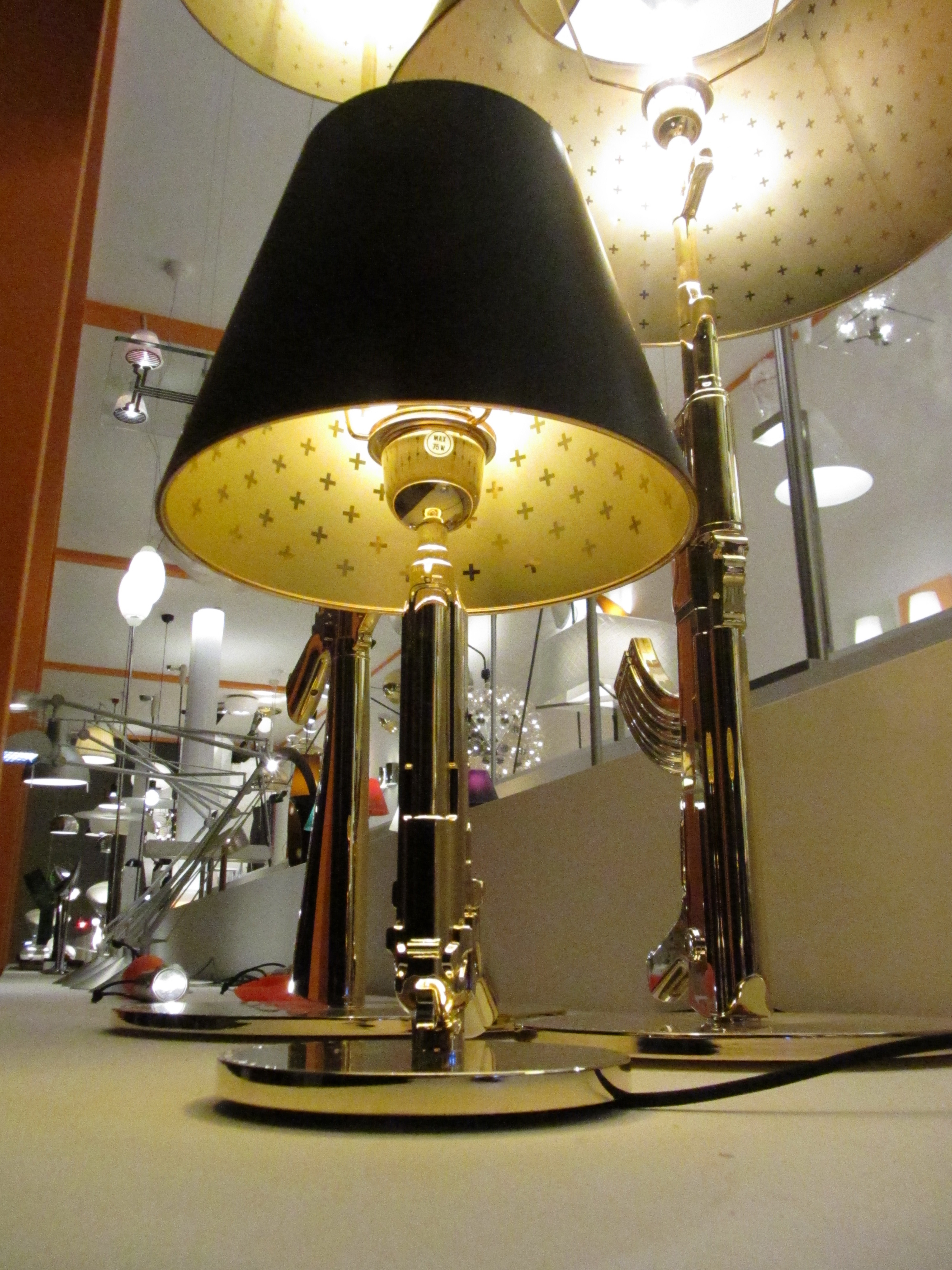
La collezione Gun (famiglia di lampade realizzate da Philippe Starck nel 2005) al 50º anniversario della Flos, al Palazzo della Permanente, Milano. In occasione del Fuorisalone 2012

Nel 2005 Flos acquisì Antares, un'azienda spagnola di produzione di apparecchi illuminotecnici per l'architettura (ora nota come FLOS Architectural). Nel 2007 Flos aprì a Milano il "Professional Space" per cosentire agli architetti e designer di sperimentare direttamente le prestazioni e le caratteristiche illuminotecniche dei vari prodotti dell'azienda. 
L'azienda, socio ordinario dell'Associazione Imprese Italiane Alta Gamma, ha festeggiato nel 2012 i suoi primi 50 anni al Palazzo della Permanente a Milano, in occasione del Fuorisalone 2012.
Nel settembre 2014 il fondo di private equity Investindustrial di Andrea Bonomi ha acquisito l'80% di Flos, con il resto del capitale in mano alle famiglie Gandini e Rodriquez, e diventa socio anche Federico Martinez Weber. Nel 2015 FLOS rileva la Lukas Lighting con sede a New York. Nello stesso anno è stata rilevata l'italiana Ares, azienda brianzola specializzata nella produzione di apparecchi per l'illuminazione da esterno, settore in cui la Flos non era presente. Il responsabile di Ares, Ambrogio Strano, rimasto alla guida dell'azienda, diventa socio di minoranza di Flos.
Nel febbraio 2017 Flos si è accordata con Jason Brackenbury per acquisire KKDC France, azienda di distribuzione nel mercato francese della coreana KKDC, specializzata nella produzione di LED lineari di alta gamma per il settore architetturale. La nuova società ha preso il nome di Flos Project e ha come amministratore delegato lo stesso Brackenbury.
Dall'ingresso di The Carlyle Group nel piano di design di Investindustrial, nel settembre 2018 è nata la società Design Holding, guidata da Gabriele Del Torchio, di cui fanno parte i marchi già controllati da Investindustrial: Flos, B&B Italia e la danese Louis Poulsen. In Design Holding i due fondi di investimento detengono quote paritetiche mentre hanno quote di minoranza Piero Gandini (presidente della nuova holding oltre a restare alla guida di Flos) e la famiglia Busnelli, fondatrice di B&B (a Giorgio Busnelli la vicepresidenza della neonata società).
Nel maggio 2019 Piero Gandini lascia Flos e Design Holding per diversità di vedute. Gabriele Del Torchio aggiunge all'incarico di CEO della holding anche quello di presidente, nuovo amministratore delegato di Flos viene nominata Roberta Silva.
Nel corso del 2023 vengono lanciati due nuovi importanti prodotti. Céramique ideata dal designer Ronan Bouroullec in materiale ceramico. L'altro prodotto è Bilboquet, realizzata in collaborazione con il designer canadese Philippe Malouin.
Ad Aprile 2024 dopo 5 anni la guida dell'azienda passa da Roberta Silva a Daniel Lalonde, successivamente a Matteo Luoni, attuale CEO.
Nel Gennaio 2025, Piero Gandini è stato nominato Presidente Esecutivo di Flos B&B Italia Group. 

## Dati economici
Nel 2016 la società (opera con tre unità produttive: Home, Architectural, Outdoor) ha registrato un fatturato di 208,4 milioni di euro (con un aumento del 4,7%). L'export (in 70 paesi) incide per l'80%, otto i negozi monomarca. Nel 2017 ha toccato 1 212,5 milioni di euro di ricavi con un Mol (margine operativo lordo) di 54,3 milioni. Nel 2018 il fatturato è di 225,9 milioni (con un aumento del 5%) mentre l'Ebitda è pari al 26%.

## I designer
Tra i designer che hanno lavorato e lavorano per Flos: Achille e Pier Giacomo Castiglioni, Antonio Citterio, Tim Derhaag, Rodolfo Dordoni, Joris Laarman, Laurene Leon Boym, Konstantin Grcic, Knud Holscher, Piero Lissoni, Jasper Morrison, Marc Newson, Tobia Scarpa, Philippe Starck, Patricia Urquiola, Marcello Ziliani, Marcel Wanders, Sebastian Wrong.
Fra i prodotti che hanno reso Flos famose in tutto il mondo (il MO.MA di New York ha dedicato un'intera area del museo unicamente all'azienda italiana) ricordiamo:
- "Arco", "Toio", "Taccia" "Taraxacum S", "Snoopy" e "Splügen Bräu" dei fratelli Pier Giacomo Castiglioni e Achille Castiglioni
- Lampada Taccia, dei fratelli Pier Giacomo Castiglioni e Achille Castiglioni
- "Lampadina", "Taraxacum 88" e "Gibigiana" di Achille Castiglioni
- "Chiara" di Mario Bellini (1967)
- "Biagio" e "Fantasma" di Tobia Scarpa (1968)
- "Romeo Moon" e “lampada Arà”(1988) di Philippe Starck (1998)

### Premi Compasso d'oro ottenuti
Nei suoi anni d'attività l'azienda ha ricevuto otto Compassi d’Oro, di cui uno alla carriera aziendale, uno alla "carriera del prodotto".
- Compasso d'Oro nel 1979 per la lampada Parentesi di Achille Castiglioni e Pio Manzù.
- Compasso d'Oro nel 1994 per Drop di Marc Sadler.
- Compasso d'Oro nel 1995 per la carriera aziendale.
- Compasso d'Oro nel 2001 per May Day di Konstantin Grcic.
- Compasso d'Oro nel 2011 per la carriera a Piera Pezzolo Gandini.[2]
- Compasso d'Oro nel 2016 per OK di Konstantin Grcic
- Compasso d'Oro nel 2020 per Arrangements di Michael Anastassiades.
- Compasso d'Oro nel 2020 per la "Carriera del Prodotto" per la lampada Arco di Achille e Pier Giacomo Castiglioni.
- Compasso d'Oro nel 2022 per Belt di Ronan & Erwan Bouroullec.

Flos produce anche, dopo averla acquisita, la lampada Luminator di Achille Castiglioni e Pier Giacomo Castiglioni. che nel 1955 ha vinto Compasso d'Oro; al tempo era prodotta dalla Gilardi & Barzaghi, Milano.